# Michele Anzaldi
Michele Anzaldi (Palermo, 4 agosto 1960) è un politico e giornalista italiano.

## Biografia
Nato a Palermo, ma residente a Roma, nel novembre 1987 fonda il “Telefono verde” di Legambiente, strumento per dare risposte ai cittadini o per permettere di esporre problemi relativi all'ambiente e ai consumi. Nel gennaio 1988 OP-LA Osservatorio parlamentare Legambiente, creato per fare da tramite fra i cittadini ed un gruppo di parlamentari verdi ed ambientalisti, che si mettono a disposizione di chi vuole capire meglio a cosa serve il Parlamento e come lo si può usare per difendere i diritti dei cittadini e dell'ambiente. Aderiscono all'iniziativa Massimo Scalia, Edo Ronchi, Massimo Serafini, Laura Conti, Gianni Mattioli, Giovanni Berlinguer, Antonio Cederna, Gianni Tamino, Giorgio Nebbia, Franco Bassanini, Enzo Tiezzi, Chicco Testa, Adelaide Aglietta. Nel 1988 inizia a collaborare con la newsletter mensile Legambiente Notizie e nel 1992 ne diviene direttore.
Nel 1989 collabora con la rivista “Rifiuti Oggi“, mensile sui rifiuti e il loro trattamento e smaltimento, rivolto ad amministratori, ambientalisti, operatori del settore, giornalisti, tecnici e politici. Nello stesso anno inizia anche la collaborazione, durante la direzione di Paolo Gentiloni, con il mensile ecologista La nuova ecologia. Iscritto dal 1990 come pubblicista all'Albo dei giornalisti, nel 1998 diventa giornalista professionista. Nel 1993 è stato redattore della trasmissione televisiva Milano, Italia in onda su Rai 3 e condotta da Gianni Riotta. Sempre nello stesso anno scrive il libro edito dal Manifesto L'ambiente illegale. Ha realizzato un'elaborazione dei dati ufficiali esistenti sul randagismo  che denuncia la presenza di 750mila cani randagi nei canili in Italia, spesso condannati all'ergastolo, ed il costo per le casse pubbliche di circa 5,25 miliardi l’anno . Il Ministero della Sanità registra una crescita della presenza di circa 100mila animali all’anno, dati dai quali si può immaginare quali siano i contorni che il fenomeno sta assumendo. A seguito del dossier nel 2016 propone di tassare i possessori di cani non sterilizzati.

## Attività politica
Dal 25 giugno 1996 al 23 dicembre 1996 ricopre l'incarico di capo dell'ufficio stampa del comune di Roma. Dal 1º gennaio 1998 al 31 dicembre 2001 è nuovamente capo dell'ufficio stampa del comune di Roma e portavoce del Sindaco di Roma. Dal mese di febbraio 1998 a gennaio 2001 ha ricoperto l'incarico di Capo ufficio stampa del Commissario Straordinario del Governo per il Giubileo del 2000 presso la Presidenza del Consiglio dei ministri.
A gennaio 2001 diventa Responsabile informazione della campagna elettorale del candidato premier dell'Ulivo e portavoce di Francesco Rutelli. Resta portavoce di Rutelli, come coordinatore dell'Ulivo e capo della Margherita e nel 2004 come coordinatore della lista Uniti nell'Ulivo. Affianca l'ex sindaco di Roma anche nei suoi incarichi di co-presidente del Partito Democratico Europeo, dal 2004 al 2006, e di Ministro per i Beni e le Attività Culturali e Vicepresidente del Consiglio, dal 2006 al 2008.

### Elezione a deputato
Alle elezioni politiche del 2013 viene candidato alla Camera dei deputati, tra le liste del Partito Democratico nella circoscrizione Emilia-Romagna in venticinquesima posizione, risultando eletto deputato. Successivamente viene eletto segretario della Commissione parlamentare per l’indirizzo generale e la vigilanza dei servizi radiotelevisivi. 
Alle elezioni politiche del 2018 viene rieletto alla Camera dei Deputati, nella circoscrizione Lazio 1 e rieletto segretario della Commissione parlamentare per l‘indirizzo generale e la vigilanza dei servizi radiotelevisivi.
Nel settembre 2019 lascia il Partito Democratico e aderisce a Italia Viva, il nuovo partito fondato da Matteo Renzi. 

## Pubblicazioni
- L'Ambiente Illegale, Roma, Legambiente - Il manifesto, 1992
- Ma chi si occupa dell'emergenza randagismo?, L'Unità, 13 gennaio 2016